# Москвин, Филипп Степанович
Фили́пп Степа́нович Москви́н (8 октября 1910, Малая Каракша, Яранский уезд, Вятская губерния, Российская империя ― 25 ноября 1976, Малая Каракша, Оршанский район, Марийская АССР, РСФСР, СССР) ― советский военный деятель. Участник Великой Отечественной войны: командир стрелкового взвода 971 стрелкового полка 273 стрелковой дивизии 3 гвардейской армии 1 Украинского фронта, гвардии старшина; гвардии лейтенант (1944). Представлялся к званию Героя Советского Союза. Член ВКП(б).

## Биография
Родился 8 октября 1910 года в д. Малая Каракша ныне Оршанского района Марий Эл в крестьянской семье.
В 1931―1933 годах служил в Красной армии.
До 1941 года ― агроном в родной деревне.
В 1941 году вновь призван в Красную армию. Участник Великой Отечественной войны: командир стрелкового взвода 971 стрелкового полка 273 стрелковой дивизии 3 гвардейской армии 1 Украинского фронта, гвардии старшина. Вступил в ВКП(б). В августе 1944 года задолго до выхода батальона к реке переправился со взводом через Западный Буг, разведал силы противника, поджёг ряд построек в середине населённого пункта, чем вызвал панику; закрепился на берегу и огнём своего оружия помогал переправляться первым группам наших стрелков. Дважды ранен, контужен. В декабре 1944 года в звании гвардии лейтенанта уволен из армии по болезни.
В 1944 году представлялся к званию Героя Советского Союза, но был награждён орденом Красного Знамени. Также награждён орденом Красной Звезды и медалями.
После войны вернулся на родину: заместитель председателя Оршанского райсполкома Марийской АССР, с 1947 года ― председатель колхоза в родной деревне. Награждён орденом Трудового Красного Знамени.
Скончался 25 ноября 1976 года на родине, похоронен там же. 

## Боевые награды
- Орден Трудового Красного Знамени (1948)[1]
- Орден Красного Знамени (24.08.1944; представлялся к званию Героя Советского Союза)
- Орден Красной Звезды (26.05.1944)
- Медаль «За победу над Германией в Великой Отечественной войне 1941—1945 гг.» (09.05.1945)
- Медаль «Двадцать лет Победы в Великой Отечественной войне 1941—1945 гг.»
- Медаль «За доблестный труд. В ознаменование 100-летия со дня рождения Владимира Ильича Ленина»